# L'inarrivabile felicità
L'inarrivabile felicità (You'll Never Get Rich) è un film del 1941 diretto da Sidney Lanfield. Le scene danzate furono dirette da Robert Alton.

## Trama
Un produttore di spettacoli teatrali, sposato e di mezza età, si invaghisce di una bella e giovane ballerina della sua ultima produzione a Broadway e inizia a corteggiarla pur se la ragazza non mostra interesse. Nel tentativo di sedurla acquista per lei un prezioso braccialetto di diamanti, che però viene intercettato dalla sua gelosa consorte. Per allontanare da sé i sospetti della moglie, il produttore architetta un piano: fingere di essere solo un intermediario in un'ipotetica storia d'amore tra la ballerina e il coreografo del suo spettacolo. Il produttore però ignora che il coreografo è segretamente innamorato della ragazza. Da questo bislacco piano scaturiranno situazioni paradossali ed esilaranti, fino al romantico finale.

## Produzione
Il film fu prodotto dalla Columbia Pictures Corporation.

## Distribuzione
Distribuito dalla Columbia Pictures, il film uscì nelle sale cinematografiche USA il 25 settembre 1941.